# Ceuthotheca
Ceuthotheca là một chi rêu trong họ Orthotrichaceae.